# Corymica
Corymica là một chi bướm đêm thuộc họ Geometridae.

## Các loài
- Corymica arnearia Walker, 1860
- Corymica deducta (Walker, 1866)
- Corymica latimarginata Swinhoe, 1902
- Corymica pardalota Prout, 1931
- Corymica pryeri (Butler, 1878)
- Corymica specularia (Moore, [1868])
- Corymica vesicularia (Walker, 1866)